# Basquetebol nos Jogos Olímpicos de Verão de 2016 - Feminino
O torneio feminino de basquetebol nos Jogos Olímpicos de Verão de 2016 foi disputado entre 6 a 20 de agosto. Foram utilizadas para a competição duas instalações permanentes construídas especificamente para os Jogos Olímpicos, a Arena da Juventude (utilizada para algumas partidas da fase preliminar) e a Arena Carioca 1 que faz parte do Complexo Olímpico da Barra e foi palco da fase final do torneio, além de ser o principal local do basquetebol nestes Jogos.

## Medalhistas
O ouro foi para os Estados Unidos (sexto título olímpico seguido) depois do triunfo sobre a Espanha na final. A Sérvia derrotou a França para ficar com o bronze.
|  | USA Estados Unidos |  | ESP Espanha |  | SRB Sérvia |
|  | Lindsay Whalen Seimone Augustus Sue Bird Maya Moore Angel McCoughtry Breanna Stewart Tamika Catchings Elena Delle Donne Diana Taurasi Sylvia Fowles Tina Charles Brittney Griner |  | Leticia Romero Laura Nicholls Silvia Domínguez Alba Torrens Laia Palau Marta Xargay Leonor Rodríguez Lucila Pascua Anna Cruz Laura Quevedo Laura Gil Astou Ndour |  | Tamara Radocaj Sonja Petrović Sasa Cado Sara Krnjić Nevena Jovanović Jelena Milovanović Dajana Butilija Aleksandra Crvendakić Dragana Stanković Milica Dabović Ana Dabović Danielle Page |

## Qualificação
| Método                          | Data                                | Local              | Vagas | Classificado                                      |
| ------------------------------- | ----------------------------------- | ------------------ | ----- | ------------------------------------------------- |
| País sede                       | 7–8 de agosto de 2015               | Tóquio             | 1     | Brasil                                            |
| FIBA Campeonato Mundial de 2014 | 25 de setembro–5 de outubro de 2014 | Turquia            | 1     | Estados Unidos                                    |
| EuroBasket Feminino 2015        | 11–18 de junho de 2015              | Vários             | 1     | Sérvia                                            |
| Copa América Feminina 2015      | 9–16 de agosto                      | Edmonton           | 1     | Canadá                                            |
| FIBA Oceania Feminino 2015      | 15–17 de agosto de 2015             | Melbourne Tauranga | 1     | Austrália                                         |
| FIBA Ásia Feminino 2015         | 29 de agosto–5 de setembro de 2015  | Wuhan              | 1     | Japão                                             |
| FIBA Afrobasket Feminino 2015   | 24 de setembro–3 de outubro de 2015 | Yaoundé            | 1     | Senegal                                           |
| Pré-Olímpico Mundial Feminino   | 13–19 de junho de 2016              | Nantes             | 5     | China · Espanha · Turquia · França · Bielorrússia |

## Formato
As doze equipes classificadas foram divididas em dois grupos de seis equipes. Cada equipe enfrenta as outras equipes do mesmo grupo, totalizando cinco jogos. As quatro primeiras colocadas de cada grupo se classificaram à fase final, disputado no sistema eliminatório simples. As equipes vencedoras das semifinais disputaram a final e as perdedoras a medalha de bronze.

## Árbitros
Os seguintes árbitros foram selecionados para o torneio.
- ANG Carlos Júlio
- ARG Leandro Lezcano
- AUS Scott Beker
- AUS Vaughan Mayberry
- BRA Guilherme Locatelli
- BRA Cristiano Maranho
- CAN Karen Lauik
- CAN Stephen Seibel
- CHN Zhu Duan
- CIV Nadege Zouzou
- CRO Sreten Radović
- DOM Natalia Cuello
- ESP Juan Carlos González
- FRA Eddie Viator
- GER Robert Lottermoser
- GER Anne Panther
- GRE Christos Christodoulou
- KOR Hwang In-tae
- LAT Oļegs Latiševs
- MAR Chahinaz Boussetta
- MEX José Reyes
- OMA Ahmed Al-Bulushi
- PHI Ferdinand Pascual
- POL Piotr Pastusiak
- PUR Roberto Vázquez
- SLO Damir Javor
- SRB Ilija Belošević
- UKR Borys Ryzhyk
- USA Steven Anderson
- USA Lauren Holtkamp

## Fase de grupos
Na primeira fase as seleções disputaram dois grupos de seis equipas cada em formato todos-contra-todos a uma volta. As quatro primeiras seleções de cada grupo seguiram às quartas de final.
Todas as partidas seguem o fuso horário local (UTC−3).

### Grupo A
|  | Equipes classificadas para a fase seguinte |

| Pos | Equipe       | Pts  | J | V | D | PF  | PC  | Dif | GA   |
| --- | ------------ | ---- | - | - | - | --- | --- | --- | ---- |
| 1   | Austrália    | 10   | 5 | 5 | 0 | 400 | 345 | +55 | 100% |
| 2   | França       | 8(a) | 5 | 3 | 2 | 344 | 343 | +1  | 60%  |
| 3   | Turquia      | 8(a) | 5 | 3 | 2 | 324 | 325 | −1  | 60%  |
| 4   | Japão        | 8(a) | 5 | 3 | 2 | 386 | 378 | +8  | 60%  |
| 5   | Bielorrússia | 6    | 5 | 1 | 4 | 347 | 361 | −14 | 20%  |
| 6   | Brasil (A)   | 5    | 5 | 0 | 5 | 335 | 384 | −49 | 0%   |

Ordenamento da classificação: 1) Pontos; 2) Confronto directo; 3) Diferença de cestos; 4) Cestos marcados.

(A) Anfitrião.

Confronto direto:

Nota a:  França 3 pts, +8 Dif; Turquia 3 pts, −2 Dif; Japão 3 pts, −6 Dif.
| 6 de agosto 12:00 | Relatório | Turquia                                        | 39–55 | França                                                 |  | Arena da Juventude Público: 2 042 Árbitros: BRA G. Locatelli AUS S. Beker DOM N. Cuello |  |
| 6 de agosto 12:00 | Relatório | Placar por quarto: 16–8, 3–14, 16–19, 4–14     |       |                                                        |  | Arena da Juventude Público: 2 042 Árbitros: BRA G. Locatelli AUS S. Beker DOM N. Cuello |  |
| 6 de agosto 12:00 | Relatório | Pts: Yılmaz 16 Rbts: Yılmaz 6 Asts: Vardarlı 5 |       | Pts: Michel, Miyem 14 Rbts: Yacoubou 11 Asts: Époupa 5 |  | Arena da Juventude Público: 2 042 Árbitros: BRA G. Locatelli AUS S. Beker DOM N. Cuello |  |

| 6 de agosto 17:30 | Relatório | Brasil                                                   | 66–84 | Austrália                                         |  | Arena da Juventude Público: 2 368 Árbitros: SRB I. Belošević CAN K. Lasuik POL P. Pastusiak |  |
| 6 de agosto 17:30 | Relatório | Placar por quarto: 24–14, 15–21, 14–22, 13–27            |       |                                                   |  | Arena da Juventude Público: 2 368 Árbitros: SRB I. Belošević CAN K. Lasuik POL P. Pastusiak |  |
| 6 de agosto 17:30 | Relatório | Pts: Castro Marques 25 Rbts: dos Santos 13 Asts: Pinto 7 |       | Pts: Cambage 20 Rbts: Cambage 14 Asts: Mitchell 6 |  | Arena da Juventude Público: 2 368 Árbitros: SRB I. Belošević CAN K. Lasuik POL P. Pastusiak |  |

| 6 de agosto 19:45 | Relatório | Bielorrússia                                           | 73–77 | Japão                                            |  | Arena da Juventude Público: 2 586 Árbitros: SLO D. Javor MAR C. Boussetta KOR Hwang I-t. |  |
| 6 de agosto 19:45 | Relatório | Placar por quarto: 21–26, 19–15, 20–19, 13–17          |       |                                                  |  | Arena da Juventude Público: 2 586 Árbitros: SLO D. Javor MAR C. Boussetta KOR Hwang I-t. |  |
| 6 de agosto 19:45 | Relatório | Pts: Leuchanka 15 Rbts: Verameyenka 10 Asts: Harding 5 |       | Pts: Kurihara 20 Rbts: Yoshida 9 Asts: Yoshida 8 |  | Arena da Juventude Público: 2 586 Árbitros: SLO D. Javor MAR C. Boussetta KOR Hwang I-t. |  |

| 7 de agosto 17:30 | Relatório | Austrália                                                        | 61–56 | Turquia                                          |  | Arena da Juventude Público: 1 853 Árbitros: GER A. Panther ARG L. Lezcano ESP C. Peruga |  |
| 7 de agosto 17:30 | Relatório | Placar por quarto: 12–15, 14–14, 17–12, 18–15                    |       |                                                  |  | Arena da Juventude Público: 1 853 Árbitros: GER A. Panther ARG L. Lezcano ESP C. Peruga |  |
| 7 de agosto 17:30 | Relatório | Pts: Cambage 22 Rbts: Cambage 11 Asts: Lavey, Mitchell, Taylor 3 |       | Pts: Sanders 25 Rbts: Sanders 7 Asts: Vardarlı 7 |  | Arena da Juventude Público: 1 853 Árbitros: GER A. Panther ARG L. Lezcano ESP C. Peruga |  |

| 7 de agosto 19:45 | Relatório | França                                        | 73–72 | Bielorrússia                                            |  | Arena da Juventude Público: 2 075 Árbitros: PHI F. Pascual CHN Duan Z. AUS V. Mayberry |  |
| 7 de agosto 19:45 | Relatório | Placar por quarto: 14–22, 20–20, 18–11, 21–19 |       |                                                         |  | Arena da Juventude Público: 2 075 Árbitros: PHI F. Pascual CHN Duan Z. AUS V. Mayberry |  |
| 7 de agosto 19:45 | Relatório | Pts: Époupa 16 Rbts: Michel 8 Asts: Époupa 5  |       | Pts: Likhtarovich 16 Rbts: Leuchanka 13 Asts: Harding 8 |  | Arena da Juventude Público: 2 075 Árbitros: PHI F. Pascual CHN Duan Z. AUS V. Mayberry |  |

| 8 de agosto 17:30 | Relatório | Japão                                                | 82–66 | Brasil                                                   |  | Arena da Juventude Público: 2 624 Árbitros: MEX J. Reyes ESP C. Peruga CIV N. Zouzou |  |
| 8 de agosto 17:30 | Relatório | Placar por quarto: 19–20, 28–13, 26–19, 9–14         |       |                                                          |  | Arena da Juventude Público: 2 624 Árbitros: MEX J. Reyes ESP C. Peruga CIV N. Zouzou |  |
| 8 de agosto 17:30 | Relatório | Pts: Tokashiki 23 Rbts: Tokashiki 9 Asts: Yoshida 11 |       | Pts: Castro Marques 20 Rbts: dos Santos 16 Asts: Pinto 6 |  | Arena da Juventude Público: 2 624 Árbitros: MEX J. Reyes ESP C. Peruga CIV N. Zouzou |  |

| 9 de agosto 12:15 | Relatório | Austrália                                     | 89–71 | França                                         |  | Arena da Juventude Público: 1 481 Árbitros: UKR B. Ryzhyk CHN Duan Z. KOR Hwang I-t. |  |
| 9 de agosto 12:15 | Relatório | Placar por quarto: 21–19, 25–10, 23–21, 20–21 |       |                                                |  | Arena da Juventude Público: 1 481 Árbitros: UKR B. Ryzhyk CHN Duan Z. KOR Hwang I-t. |  |
| 9 de agosto 12:15 | Relatório | Pts: Taylor 31 Rbts: Cambage 7 Asts: Taylor 9 |       | Pts: Époupa 15 Rbts: Époupa 7 Asts: Bouderra 4 |  | Arena da Juventude Público: 1 481 Árbitros: UKR B. Ryzhyk CHN Duan Z. KOR Hwang I-t. |  |

| 9 de agosto 15:30 | Relatório | Brasil                                           | 63–65 | Bielorrússia                                                  |  | Arena da Juventude Público: 2 075 Árbitros: CRO S. Radović DOM N. Cuello ARG L. Lezcano |  |
| 9 de agosto 15:30 | Relatório | Placar por quarto: 28–16, 12–19, 10–15, 13–15    |       |                                                               |  | Arena da Juventude Público: 2 075 Árbitros: CRO S. Radović DOM N. Cuello ARG L. Lezcano |  |
| 9 de agosto 15:30 | Relatório | Pts: Dantas 23 Rbts: dos Santos 11 Asts: Pinto 4 |       | Pts: Troina 18 Rbts: Leuchanka, Verameyenka 6 Asts: Harding 6 |  | Arena da Juventude Público: 2 075 Árbitros: CRO S. Radović DOM N. Cuello ARG L. Lezcano |  |

| 9 de agosto 17:45 | Relatório | Turquia                                             | 76–62 | Japão                                               |  | Arena da Juventude Público: 2 624 Árbitros: LAT O. Latiševs PHI F. Pascual MAR C. Boussetta |  |
| 9 de agosto 17:45 | Relatório | Placar por quarto: 24–9, 14–14, 19–16, 19–23        |       |                                                     |  | Arena da Juventude Público: 2 624 Árbitros: LAT O. Latiševs PHI F. Pascual MAR C. Boussetta |  |
| 9 de agosto 17:45 | Relatório | Pts: Sanders 36 Rbts: Çağlar 9 Asts: Alben, Çakır 5 |       | Pts: Tokashiki 13 Rbts: Tokashiki 7 Asts: Yoshida 7 |  | Arena da Juventude Público: 2 624 Árbitros: LAT O. Latiševs PHI F. Pascual MAR C. Boussetta |  |

| 11 de agosto 12:15 | Relatório | Bielorrússia                                           | 71–74 | Turquia                                          |  | Arena da Juventude Público: 1 784 Árbitros: ESP C. Peruga KOR Hwang I-t. ANG C. Júlio |  |
| 11 de agosto 12:15 | Relatório | Placar por quarto: 19–13, 14–20, 21–24, 17–17          |       |                                                  |  | Arena da Juventude Público: 1 784 Árbitros: ESP C. Peruga KOR Hwang I-t. ANG C. Júlio |  |
| 11 de agosto 12:15 | Relatório | Pts: Harding 17 Rbts: Leuchanka 10 Asts: Verameyenka 7 |       | Pts: Yılmaz 26 Rbts: Sanders 11 Asts: Vardarlı 7 |  | Arena da Juventude Público: 1 784 Árbitros: ESP C. Peruga KOR Hwang I-t. ANG C. Júlio |  |

| 11 de agosto 15:30 | Relatório | França                                       | 74–64 | Brasil                                                                      |  | Arena da Juventude Público: 3 128 Árbitros: ESP J. García CAN K. Lasuik PHI F. Pascual |  |
| 11 de agosto 15:30 | Relatório | Placar por quarto: 20–20, 15–9, 22–19, 17–16 |       |                                                                             |  | Arena da Juventude Público: 3 128 Árbitros: ESP J. García CAN K. Lasuik PHI F. Pascual |  |
| 11 de agosto 15:30 | Relatório | Pts: Skrela 18 Rbts: Gruda 10 Asts: Époupa 7 |       | Pts: Dantas 21 Rbts: dos Santos 10 Asts: Pinto, Rodrigues, Castro Marques 5 |  | Arena da Juventude Público: 3 128 Árbitros: ESP J. García CAN K. Lasuik PHI F. Pascual |  |

| 11 de agosto 17:45 | Relatório | Japão                                                          | 86–92 | Austrália                                                 |  | Arena da Juventude Público: 3 315 Árbitros: GER A. Panther ARG L. Lezcano OMA A. Al-Bulushi |  |
| 11 de agosto 17:45 | Relatório | Placar por quarto: 24–23, 26–25, 21–11, 15–33                  |       |                                                           |  | Arena da Juventude Público: 3 315 Árbitros: GER A. Panther ARG L. Lezcano OMA A. Al-Bulushi |  |
| 11 de agosto 17:45 | Relatório | Pts: Tokashiki 23 Rbts: Kurihara, Tokashiki 7 Asts: Yoshida 11 |       | Pts: Cambage 37 Rbts: Cambage 10 Asts: Mitchell, Taylor 7 |  | Arena da Juventude Público: 3 315 Árbitros: GER A. Panther ARG L. Lezcano OMA A. Al-Bulushi |  |

| 13 de agosto 12:15 | Relatório | Austrália                                     | 74–66 | Bielorrússia                                                      |  | Arena da Juventude Público: 3 081 Árbitros: CAN K. Lasuik CHN Duan Z. CIV N. Zouzou |  |
| 13 de agosto 12:15 | Relatório | Placar por quarto: 22–25, 14–14, 16–20, 22–7  |       |                                                                   |  | Arena da Juventude Público: 3 081 Árbitros: CAN K. Lasuik CHN Duan Z. CIV N. Zouzou |  |
| 13 de agosto 12:15 | Relatório | Pts: Cambage 17 Rbts: Cambage 9 Asts: Lavey 6 |       | Pts: Harding 16 Rbts: Leuchanka 7 Asts: Likhtarovich, Leuchanka 4 |  | Arena da Juventude Público: 3 081 Árbitros: CAN K. Lasuik CHN Duan Z. CIV N. Zouzou |  |

| 13 de agosto 15:30 | Relatório | Turquia                                                      | 79–76 | Brasil                                                            | OT | Arena da Juventude Público: 3 075 Árbitros: ESP J. García KOR Hwang I-t. POL P. Pastusiak |  |
| 13 de agosto 15:30 | Relatório | Placar por quarto: 8–15, 12–21, 21–11, 19–13, OT: 10–10, 9–6 |       |                                                                   | OT | Arena da Juventude Público: 3 075 Árbitros: ESP J. García KOR Hwang I-t. POL P. Pastusiak |  |
| 13 de agosto 15:30 | Relatório | Pts: Sanders 23 Rbts: Sanders 10 Asts: Alben 5               |       | Pts: Castro Marques 22 Rbts: dos Santos 12 Asts: Castro Marques 8 | OT | Arena da Juventude Público: 3 075 Árbitros: ESP J. García KOR Hwang I-t. POL P. Pastusiak |  |

| 13 de agosto 17:45 | Relatório | Japão                                             | 79–71 | França                                               |  | Arena da Juventude Público: 3 351 Árbitros: CRO S. Radović ANG C. Júlio ESP C. Peruga |  |
| 13 de agosto 17:45 | Relatório | Placar por quarto: 17–19, 23–13, 23–22, 16–17     |       |                                                      |  | Arena da Juventude Público: 3 351 Árbitros: CRO S. Radović ANG C. Júlio ESP C. Peruga |  |
| 13 de agosto 17:45 | Relatório | Pts: Yoshida 24 Rbts: Tokashiki 7 Asts: Yoshida 7 |       | Pts: Époupa, Yacoubou 14 Rbts: Gruda 9 Asts: Gruda 4 |  | Arena da Juventude Público: 3 351 Árbitros: CRO S. Radović ANG C. Júlio ESP C. Peruga |  |

### Grupo B
|  | Equipes classificadas para a fase seguinte |

| Pos | Equipe         | Pts | J | V | D | PF  | PC  | Dif  | GA   |
| --- | -------------- | --- | - | - | - | --- | --- | ---- | ---- |
| 1   | Estados Unidos | 10  | 5 | 5 | 0 | 520 | 316 | +204 | 100% |
| 2   | Espanha        | 9   | 5 | 4 | 1 | 387 | 333 | +54  | 80%  |
| 3   | Canadá         | 8   | 5 | 3 | 2 | 340 | 347 | −7   | 60%  |
| 4   | Sérvia         | 7   | 5 | 2 | 3 | 385 | 406 | −21  | 40%  |
| 5   | China          | 6   | 5 | 1 | 4 | 371 | 428 | −57  | 20%  |
| 6   | Senegal        | 5   | 5 | 0 | 5 | 309 | 482 | −173 | 0%   |

Ordenamento da classificação: 1) Pontos; 2) Confronto directo; 3) Diferença de cestos; 4) Cestos marcados.
| 6 de agosto 14:15 | Relatório | China                                                          | 68–90 | Canadá                                          |  | Arena da Juventude Público: 2 314 Árbitros: ESP J. García ANG C. Júlio GER A. Panther |  |
| 6 de agosto 14:15 | Relatório | Placar por quarto: 9–19, 17–18, 20–23, 22–30                   |       |                                                 |  | Arena da Juventude Público: 2 314 Árbitros: ESP J. García ANG C. Júlio GER A. Panther |  |
| 6 de agosto 14:15 | Relatório | Pts: Chen N. 13 Rbts: Sun Mengr. 5 Asts: Chen X., Sun Mengx. 3 |       | Pts: Tatham 20 Rbts: Gaucher 10 Asts: Gaucher 7 |  | Arena da Juventude Público: 2 314 Árbitros: ESP J. García ANG C. Júlio GER A. Panther |  |

| 7 de agosto 12:00 | Relatório | Estados Unidos                                                       | 121–56 | Senegal                                                |  | Arena da Juventude Público: 2 219 Árbitros: BRA C. Maranho OMA A. Al-Bulushi CIV N. Zouzou |  |
| 7 de agosto 12:00 | Relatório | Placar por quarto: 35–9, 29–12, 30–17, 27–18                         |        |                                                        |  | Arena da Juventude Público: 2 219 Árbitros: BRA C. Maranho OMA A. Al-Bulushi CIV N. Zouzou |  |
| 7 de agosto 12:00 | Relatório | Pts: Stewart, Taurasi, Fowles 15 Rbts: Fowles, Griner 7 Asts: Bird 8 |        | Pts: Dieng 10 Rbts: Diarra, Ay. Traoré 5 Asts: Dieng 4 |  | Arena da Juventude Público: 2 219 Árbitros: BRA C. Maranho OMA A. Al-Bulushi CIV N. Zouzou |  |

| 7 de agosto 14:15 | Relatório | Sérvia                                                  | 59–65 | Espanha                                              |  | Arena da Juventude Público: 2 654 Árbitros: PUR R. Vázquez DOM N. Cuello POL P. Pastusiak |  |
| 7 de agosto 14:15 | Relatório | Placar por quarto: 18–19, 13–12, 13–15, 15–19           |       |                                                      |  | Arena da Juventude Público: 2 654 Árbitros: PUR R. Vázquez DOM N. Cuello POL P. Pastusiak |  |
| 7 de agosto 14:15 | Relatório | Pts: Milovanović 17 Rbts: Petrović 8 Asts: A. Dabović 4 |       | Pts: Xargay 15 Rbts: Ndour 12 Asts: Palau, Torrens 5 |  | Arena da Juventude Público: 2 654 Árbitros: PUR R. Vázquez DOM N. Cuello POL P. Pastusiak |  |

| 8 de agosto 12:00 | Relatório | Espanha                                         | 63–103 | Estados Unidos                                        |  | Arena da Juventude Público: 2 073 Árbitros: GRE C. Christodoulou CRO S. Radović OMA A. Al-Bulushi |  |
| 8 de agosto 12:00 | Relatório | Placar por quarto: 14–29, 23–25, 14–20, 12–29   |        |                                                       |  | Arena da Juventude Público: 2 073 Árbitros: GRE C. Christodoulou CRO S. Radović OMA A. Al-Bulushi |  |
| 8 de agosto 12:00 | Relatório | Pts: Torrens 20 Rbts: Ndour 8 Asts: Domínguez 3 |        | Pts: Taurasi 13 Rbts: Charles 6 Asts: Bird, Charles 5 |  | Arena da Juventude Público: 2 073 Árbitros: GRE C. Christodoulou CRO S. Radović OMA A. Al-Bulushi |  |

| 8 de agosto 14:15 | Relatório | Canadá                                                        | 71–67 | Sérvia                                              |  | Arena da Juventude Público: 2 377 Árbitros: GER R. Lottermoser AUS V. Mayberry KOR Hwang I-t. |  |
| 8 de agosto 14:15 | Relatório | Placar por quarto: 21–21, 11–19, 13–17, 26–10                 |       |                                                     |  | Arena da Juventude Público: 2 377 Árbitros: GER R. Lottermoser AUS V. Mayberry KOR Hwang I-t. |  |
| 8 de agosto 14:15 | Relatório | Pts: Nurse 25 Rbts: Raincock-Ekunwe 9 Asts: Langlois, Nurse 5 |       | Pts: Milovanović 19 Rbts: Page 6 Asts: A. Dabović 5 |  | Arena da Juventude Público: 2 377 Árbitros: GER R. Lottermoser AUS V. Mayberry KOR Hwang I-t. |  |

| 8 de agosto 19:45 | Relatório | Senegal                                         | 64–101 | China                                            |  | Arena da Juventude Público: 2 907 Árbitros: CAN K. Lasuik ANG C. Júlio MAR C. Boussetta |  |
| 8 de agosto 19:45 | Relatório | Placar por quarto: 21–26, 17–21, 15–26, 11–28   |        |                                                  |  | Arena da Juventude Público: 2 907 Árbitros: CAN K. Lasuik ANG C. Júlio MAR C. Boussetta |  |
| 8 de agosto 19:45 | Relatório | Pts: As. Traoré 16 Rbts: Diarra 8 Asts: Dieng 4 |        | Pts: Shao, Sun Mengr. 17 Rbts: Lu 7 Asts: Zhao 6 |  | Arena da Juventude Público: 2 907 Árbitros: CAN K. Lasuik ANG C. Júlio MAR C. Boussetta |  |

| 10 de agosto 12:15 | Relatório | China                                           | 68–89 | Espanha                                         |  | Arena da Juventude Público: 1 230 Árbitros: FRA E. Viator ARG L. Lezcano DOM N. Cuello |  |
| 10 de agosto 12:15 | Relatório | Placar por quarto: 18–14, 20–27, 21–23, 9–25    |       |                                                 |  | Arena da Juventude Público: 1 230 Árbitros: FRA E. Viator ARG L. Lezcano DOM N. Cuello |  |
| 10 de agosto 12:15 | Relatório | Pts: Shao 14 Rbts: Sun Mengr. 8 Asts: Chen X. 6 |       | Pts: Torrens 32 Rbts: Nicholls 10 Asts: Palau 7 |  | Arena da Juventude Público: 1 230 Árbitros: FRA E. Viator ARG L. Lezcano DOM N. Cuello |  |

| 10 de agosto 15:30 | Relatório | Estados Unidos                                  | 110–84 | Sérvia                                                                                |  | Arena da Juventude Público: 2 490 Árbitros: POL P. Pastusiak AUS S. Beker CIV N. Zouzou |  |
| 10 de agosto 15:30 | Relatório | Placar por quarto: 31–21, 25–13, 28–27, 26–23   |        |                                                                                       |  | Arena da Juventude Público: 2 490 Árbitros: POL P. Pastusiak AUS S. Beker CIV N. Zouzou |  |
| 10 de agosto 15:30 | Relatório | Pts: Taurasi 25 Rbts: Charles 8 Asts: Taurasi 6 |        | Pts: Petrović, Milovanović, Page 15 Rbts: A. Dabović 5 Asts: A. Dabović, M. Dabović 4 |  | Arena da Juventude Público: 2 490 Árbitros: POL P. Pastusiak AUS S. Beker CIV N. Zouzou |  |

| 10 de agosto 17:45 | Relatório | Senegal                                         | 58–68 | Canadá                                         |  | Arena da Juventude Público: 2 640 Árbitros: GER A. Panther OMA A. Al-Bulushi ANG C. Júlio |  |
| 10 de agosto 17:45 | Relatório | Placar por quarto: 10–17, 14–16, 17–22, 17–13   |       |                                                |  | Arena da Juventude Público: 2 640 Árbitros: GER A. Panther OMA A. Al-Bulushi ANG C. Júlio |  |
| 10 de agosto 17:45 | Relatório | Pts: As. Traoré 24 Rbts: Diarra 9 Asts: Diémé 6 |       | Pts: Nurse 14 Rbts: Tatham 10 Asts: Langlois 6 |  | Arena da Juventude Público: 2 640 Árbitros: GER A. Panther OMA A. Al-Bulushi ANG C. Júlio |  |

| 12 de agosto 12:15 | Relatório | Sérvia                                                     | 80–72 | China                                                                          |  | Arena da Juventude Público: 2 219 Árbitros: GRE C. Christodoulou DOM N. Cuello CIV N. Zouzou |  |
| 12 de agosto 12:15 | Relatório | Placar por quarto: 24–14, 16–20, 26–9, 14–29               |       |                                                                                |  | Arena da Juventude Público: 2 219 Árbitros: GRE C. Christodoulou DOM N. Cuello CIV N. Zouzou |  |
| 12 de agosto 12:15 | Relatório | Pts: A. Dabović 23 Rbts: Page, Petrović 8 Asts: Petrović 6 |       | Pts: Sun Mengr. 16 Rbts: Huang H., Sun Mengr. 7 Asts: Zhao, Shao, Sun Mengr. 3 |  | Arena da Juventude Público: 2 219 Árbitros: GRE C. Christodoulou DOM N. Cuello CIV N. Zouzou |  |

| 12 de agosto 15:30 | Relatório | Canadá                                                       | 51–81 | Estados Unidos                                    |  | Arena da Juventude Público: 3 138 Árbitros: FRA E. Viator AUS V. Mayberry OMA A. Al-Bulushi |  |
| 12 de agosto 15:30 | Relatório | Placar por quarto: 16–18, 6–18, 14–24, 15–21                 |       |                                                   |  | Arena da Juventude Público: 3 138 Árbitros: FRA E. Viator AUS V. Mayberry OMA A. Al-Bulushi |  |
| 12 de agosto 15:30 | Relatório | Pts: Ayim 8 Rbts: Raincock-Ekunwe 8 Asts: Langlois, Tatham 3 |       | Pts: Moore, Taurasi 12 Rbts: Moore 8 Asts: Bird 9 |  | Arena da Juventude Público: 3 138 Árbitros: FRA E. Viator AUS V. Mayberry OMA A. Al-Bulushi |  |

| 12 de agosto 17:45 | Relatório | Espanha                                                                    | 97–43 | Senegal                                                    |  | Arena da Juventude Público: 3 329 Árbitros: AUS S. Beker ARG L. Lezcano MAR C. Boussetta |  |
| 12 de agosto 17:45 | Relatório | Placar por quarto: 26–11, 20–8, 25–13, 26–11                               |       |                                                            |  | Arena da Juventude Público: 3 329 Árbitros: AUS S. Beker ARG L. Lezcano MAR C. Boussetta |  |
| 12 de agosto 17:45 | Relatório | Pts: Torrens 14 Rbts: Nicholls 7 Asts: Domínguez, Torrens, Palau, Xargay 5 |       | Pts: Sy 16 Rbts: Diarra 6 Asts: Diémé, Diouf, As. Traoré 2 |  | Arena da Juventude Público: 3 329 Árbitros: AUS S. Beker ARG L. Lezcano MAR C. Boussetta |  |

| 14 de agosto 12:15 | Relatório | China                                              | 62–105 | Estados Unidos                                        |  | Arena da Juventude Público: 2 957 Árbitros: PHI F. Pascual GER R. Lottermoser MAR C. Boussetta |  |
| 14 de agosto 12:15 | Relatório | Placar por quarto: 9–32, 17–28, 14–18, 22–27       |        |                                                       |  | Arena da Juventude Público: 2 957 Árbitros: PHI F. Pascual GER R. Lottermoser MAR C. Boussetta |  |
| 14 de agosto 12:15 | Relatório | Pts: Sun Mengr. 16 Rbts: Chen X. 6 Asts: Chen X. 6 |        | Pts: Charles, Griner 18 Rbts: Griner 13 Asts: Moore 8 |  | Arena da Juventude Público: 2 957 Árbitros: PHI F. Pascual GER R. Lottermoser MAR C. Boussetta |  |

| 14 de agosto 15:30 | Relatório | Senegal                                             | 88–95 | Sérvia                                           |  | Arena da Juventude Público: 3 113 Árbitros: FRA E. Viator POL P. Pastusiak KOR Hwang I-t. |  |
| 14 de agosto 15:30 | Relatório | Placar por quarto: 15–27, 28–28, 23–21, 22–19       |       |                                                  |  | Arena da Juventude Público: 3 113 Árbitros: FRA E. Viator POL P. Pastusiak KOR Hwang I-t. |  |
| 14 de agosto 15:30 | Relatório | Pts: As. Traoré 30 Rbts: As. Traoré 8 Asts: Diouf 8 |       | Pts: Petrović 20 Rbts: Page 8 Asts: A. Dabović 8 |  | Arena da Juventude Público: 3 113 Árbitros: FRA E. Viator POL P. Pastusiak KOR Hwang I-t. |  |

| 14 de agosto 17:45 | Relatório | Espanha                                         | 73–60 | Canadá                                                                      |  | Arena da Juventude Público: 3 026 Árbitros: BRA C. Maranho DOM N. Cuello AUS M. Mayberry |  |
| 14 de agosto 17:45 | Relatório | Placar por quarto: 17–16, 16–13, 16–18, 24–13   |       |                                                                             |  | Arena da Juventude Público: 3 026 Árbitros: BRA C. Maranho DOM N. Cuello AUS M. Mayberry |  |
| 14 de agosto 17:45 | Relatório | Pts: Torrens 20 Rbts: Nicholls 12 Asts: Palau 6 |       | Pts: Fields 13 Rbts: Raincock-Ekunwe, Achonwa 7 Asts: Nurse, Ayim, Tatham 2 |  | Arena da Juventude Público: 3 026 Árbitros: BRA C. Maranho DOM N. Cuello AUS M. Mayberry |  |

## Fase final
Na fase final foram disputados até mais três jogos (para quem chegou à discussão das medalhas), em formato de eliminatória.
|  | Quartas de final | Quartas de final |                |        | Semifinal           | Semifinal           |  |  | Disputa pelo ouro | Disputa pelo ouro |
|  |                  |                  |                |        |                     |                     |  |  |                   |                   |
|  | 16 de agosto     |                  |                |        |                     |                     |  |  |                   |                   |
|  |                  |                  |                |        |                     |                     |  |  |                   |                   |
|  | França           | 68               |                |        |                     |                     |  |  |                   |                   |
|  | França           | 68               | 18 de agosto   |        |                     |                     |  |  |                   |                   |
|  | Canadá           | 63               |                |        |                     |                     |  |  |                   |                   |
|  | Canadá           | 63               | França         | 67     |                     |                     |  |  |                   |                   |
|  | 16 de agosto     |                  | França         | 67     |                     |                     |  |  |                   |                   |
|  |                  | Estados Unidos   | 86             |        |                     |                     |  |  |                   |                   |
|  | Estados Unidos   | Estados Unidos   | 86             | 110    |                     |                     |  |  |                   |                   |
|  | Estados Unidos   |                  | 20 de agosto   | 110    |                     |                     |  |  |                   |                   |
|  | Japão            | 64               |                |        |                     |                     |  |  |                   |                   |
|  | Japão            | 64               | Estados Unidos | 101    |                     |                     |  |  |                   |                   |
|  | 16 de agosto     |                  | Estados Unidos | 101    |                     |                     |  |  |                   |                   |
|  |                  | Espanha          | 72             |        |                     |                     |  |  |                   |                   |
|  | Espanha          | Espanha          | 72             | 64     |                     |                     |  |  |                   |                   |
|  | Espanha          | 18 de agosto     |                | 64     |                     |                     |  |  |                   |                   |
|  | Turquia          | 62               |                |        |                     |                     |  |  |                   |                   |
|  | Turquia          | 62               | Espanha        | 68     | Disputa pelo bronze | Disputa pelo bronze |  |  |                   |                   |
|  | 16 de agosto     |                  | Espanha        | 68     | Disputa pelo bronze | Disputa pelo bronze |  |  |                   |                   |
|  |                  | Sérvia           | 54             |        |                     |                     |  |  |                   |                   |
|  | Austrália        | Sérvia           | 54             | 71     | França              | 63                  |  |  |                   |                   |
|  | Austrália        |                  |                | 71     | França              | 63                  |  |  |                   |                   |
|  | Sérvia           | 73               |                | Sérvia | 70                  |                     |  |  |                   |                   |
|  | Sérvia           | 73               |                |        | 70                  |                     |  |  |                   |                   |
|  |                  |                  |                |        |                     |                     |  |  | 20 de agosto      |                   |
|  |                  |                  |                |        |                     |                     |  |  |                   |                   |

### Quartas de final
| 16 de agosto 11:00 | Relatório | Austrália                                       | 71–73 | Sérvia                                                                     |  | Arena Carioca 1 Público: 5 630 Árbitros: FRA E. Viator CAN K. Lasuik DOM N. Cuello |  |
| 16 de agosto 11:00 | Relatório | Placar por quarto: 20–20, 17–15, 15–16, 19–22   |       |                                                                            |  | Arena Carioca 1 Público: 5 630 Árbitros: FRA E. Viator CAN K. Lasuik DOM N. Cuello |  |
| 16 de agosto 11:00 | Relatório | Pts: Cambage 29 Rbts: Cambage 11 Asts: Taylor 9 |       | Pts: A. Dabović 24 Rbts: Petrović, Čađo, Butulija, Page 4 Asts: Petrović 5 |  | Arena Carioca 1 Público: 5 630 Árbitros: FRA E. Viator CAN K. Lasuik DOM N. Cuello |  |

| 16 de agosto 14:30 | Relatório | Espanha                                      | 64–62 | Turquia                                        |  | Arena Carioca 1 Público: 6 565 Árbitros: BRA C. Maranho GER A. Panther ARG L. Lezcano |  |
| 16 de agosto 14:30 | Relatório | Placar por quarto: 12–17, 17–8, 13–22, 22–15 |       |                                                |  | Arena Carioca 1 Público: 6 565 Árbitros: BRA C. Maranho GER A. Panther ARG L. Lezcano |  |
| 16 de agosto 14:30 | Relatório | Pts: Cruz 14 Rbts: Torrens 11 Asts: Cruz 6   |       | Pts: Sanders 22 Rbts: Sanders 10 Asts: Alben 6 |  | Arena Carioca 1 Público: 6 565 Árbitros: BRA C. Maranho GER A. Panther ARG L. Lezcano |  |

| 16 de agosto 18:45 | Relatório | Estados Unidos                                        | 110–64 | Japão                                                                          |  | Arena Carioca 1 Público: 7 471 Árbitros: ESP C. Peruga CHN Duan Z. ANG C. Júlio |  |
| 16 de agosto 18:45 | Relatório | Placar por quarto: 30–23, 26–23, 25–13, 29–5          |        |                                                                                |  | Arena Carioca 1 Público: 7 471 Árbitros: ESP C. Peruga CHN Duan Z. ANG C. Júlio |  |
| 16 de agosto 18:45 | Relatório | Pts: Moore, Taurasi 19 Rbts: Griner 7 Asts: Charles 5 |        | Pts: Tokashiki 14 Rbts: Mamiya, Kurihara, Tokashiki, Machida 3 Asts: Yoshida 8 |  | Arena Carioca 1 Público: 7 471 Árbitros: ESP C. Peruga CHN Duan Z. ANG C. Júlio |  |

| 16 de agosto 22:15 | Relatório | França                                        | 68–63 | Canadá                                                                  |  | Arena Carioca 1 Público: 7 200 Árbitros: CRO S. Radović AUS V. Mayberry KOR Hwang I-t. |  |
| 16 de agosto 22:15 | Relatório | Placar por quarto: 16–25, 16–12, 18–13, 18–13 |       |                                                                         |  | Arena Carioca 1 Público: 7 200 Árbitros: CRO S. Radović AUS V. Mayberry KOR Hwang I-t. |  |
| 16 de agosto 22:15 | Relatório | Pts: Gruda 14 Rbts: Gruda 10 Asts: Époupa 6   |       | Pts: Gaucher 15 Rbts: Raincock-Ekunwe, Gaucher, Tatham 5 Asts: Tatham 4 |  | Arena Carioca 1 Público: 7 200 Árbitros: CRO S. Radović AUS V. Mayberry KOR Hwang I-t. |  |

### Semifinal
| 18 de agosto 19:00 | Relatório | França                                        | 67–86 | Estados Unidos                                 |  | Arena Carioca 1 Público: 8 431 Árbitros: PHI F. Pascual CAN K. Lasuik CHN Duan Z. |  |
| 18 de agosto 19:00 | Relatório | Placar por quarto: 15–19, 21–21, 8–25, 23–21  |       |                                                |  | Arena Carioca 1 Público: 8 431 Árbitros: PHI F. Pascual CAN K. Lasuik CHN Duan Z. |  |
| 18 de agosto 19:00 | Relatório | Pts: Yacoubou 14 Rbts: Gruda 6 Asts: Michel 3 |       | Pts: Taurasi 18 Rbts: Fowles 9 Asts: Taurasi 4 |  | Arena Carioca 1 Público: 8 431 Árbitros: PHI F. Pascual CAN K. Lasuik CHN Duan Z. |  |

| 18 de agosto 15:00 | Relatório | Espanha                                                | 68–54 | Sérvia                                                         |  | Arena Carioca 1 Público: 8 818 Árbitros: SLO D. Javor AUS S. Beker GER A. Panther |  |
| 18 de agosto 15:00 | Relatório | Placar por quarto: 20–9, 13–19, 20–10, 15–16           |       |                                                                |  | Arena Carioca 1 Público: 8 818 Árbitros: SLO D. Javor AUS S. Beker GER A. Panther |  |
| 18 de agosto 15:00 | Relatório | Pts: Torrens, Ndour 14 Rbts: Nicholls 12 Asts: Palau 7 |       | Pts: Petrović, Čađo 12 Rbts: Petrović, Page 7 Asts: Butulija 3 |  | Arena Carioca 1 Público: 8 818 Árbitros: SLO D. Javor AUS S. Beker GER A. Panther |  |

### Disputa pelo bronze
| 20 de agosto 11:30 | Relatório | França                                         | 63–70 | Sérvia                                              |  | Arena Carioca 1 Público: 9 039 Árbitros: ESP C. Peruga DOM N. Cuello GER A. Panther |  |
| 20 de agosto 11:30 | Relatório | Placar por quarto: 10–18, 17–9, 15–28, 21–15   |       |                                                     |  | Arena Carioca 1 Público: 9 039 Árbitros: ESP C. Peruga DOM N. Cuello GER A. Panther |  |
| 20 de agosto 11:30 | Relatório | Pts: Miyem 18 Rbts: Yacoubou 10 Asts: Époupa 4 |       | Pts: Milovanović 18 Rbts: Page 8 Asts: A. Dabović 5 |  | Arena Carioca 1 Público: 9 039 Árbitros: ESP C. Peruga DOM N. Cuello GER A. Panther |  |

### Final
| 20 de agosto 15:30 | Relatório | Estados Unidos                                                 | 101–72 | Espanha                                                      |  | Arena Carioca 1 Público: 9 586 Árbitros: FRA E. Viator KOR Hwang I-t. POL P. Pastusiak |  |
| 20 de agosto 15:30 | Relatório | Placar por quarto: 21–17, 28–15, 32–17, 20–23                  |        |                                                              |  | Arena Carioca 1 Público: 9 586 Árbitros: FRA E. Viator KOR Hwang I-t. POL P. Pastusiak |  |
| 20 de agosto 15:30 | Relatório | Pts: Whalen, Taurasi 17 Rbts: Charles, Griner 7 Asts: Whalen 6 |        | Pts: Torrens 18 Rbts: Torrens, Ndour 5 Asts: Torrens, Cruz 4 |  | Arena Carioca 1 Público: 9 586 Árbitros: FRA E. Viator KOR Hwang I-t. POL P. Pastusiak |  |

## Classificação final
A classificação é ordenada desta forma:
- 1º–4º
  - Resultados da final e da disputa pelo bronze.
- 5º–8º:
  - Registo de vitórias e derrotas na fase de grupos
  - Classificação na fase de grupos (ex.: o terceiro do Grupo A está melhor classificado do que o quarto do Grupo B)
- 9º–10º e 11º–12º:
  - Os quintos classificados de cada grupo são os nono e décimo; os sextos de cada grupo são 11º e 12º no final
  - Registo de vitórias e derrotas na fase de grupos

A classificação ficou ordenada assim:
| Pos.                             | Equipe            | J                 | V                 | D                 | PF                | PC                | Dif               |                   |                   |
| Seleções na final                | Seleções na final | Seleções na final | Seleções na final | Seleções na final | Seleções na final | Seleções na final | Seleções na final | Seleções na final | Seleções na final |
| -------------------------------- | ----------------- | ----------------- | ----------------- | ----------------- | ----------------- | ----------------- | ----------------- | ----------------- | ----------------- |
| Medalha de ouro                  | Estados Unidos    | 8                 | 8                 | 0                 | 817               | 519               | 298               |                   |                   |
| Medalha de prata                 | Espanha           | 8                 | 6                 | 2                 | 591               | 550               | 41                |                   |                   |
| Seleções na disputa pelo bronze  |                   |                   |                   |                   |                   |                   |                   |                   |                   |
| Medalha de bronze                | Sérvia            | 8                 | 4                 | 4                 | 582               | 608               | –26               |                   |                   |
| 4                                | França            | 8                 | 4                 | 4                 | 542               | 562               | –20               |                   |                   |
| Eliminadas nas quartas de final  |                   |                   |                   |                   |                   |                   |                   |                   |                   |
| 5                                | Austrália         | 6                 | 5                 | 1                 | 471               | 418               | 53                |                   |                   |
| 6                                | Turquia           | 6                 | 3                 | 3                 | 386               | 389               | –3                |                   |                   |
| 7                                | Canadá            | 6                 | 3                 | 3                 | 403               | 415               | –12               |                   |                   |
| 8                                | Japão             | 6                 | 3                 | 3                 | 450               | 488               | –38               |                   |                   |
| Quintos classificados dos grupos |                   |                   |                   |                   |                   |                   |                   |                   |                   |
| 9                                | Bielorrússia      | 5                 | 2                 | 3                 | 347               | 361               | –14               |                   |                   |
| 10                               | China             | 5                 | 1                 | 4                 | 371               | 427               | –57               |                   |                   |
| Sextos classificados dos grupos  |                   |                   |                   |                   |                   |                   |                   |                   |                   |
| 11                               | Brasil            | 5                 | 0                 | 5                 | 335               | 384               | –49               |                   |                   |
| 12                               | Senegal           | 5                 | 0                 | 5                 | 309               | 482               | −173              |                   |                   |